# (37627) Lucaparmitano
(37627) Lucaparmitano est un astéroïde de la ceinture principale.

## Description
(37627) Lucaparmitano est un astéroïde de la ceinture principale. Il fut découvert le 11 octobre 1993 à Colleverde par Vincenzo Silvano Casulli. Il présente une orbite caractérisée par un demi-grand axe de 2,48 UA, une excentricité de 0,18 et une inclinaison de 11,0° par rapport à l'écliptique.